# Soczewka (Jerzmanowice)
Soczewka – jedna ze skał na wierzchowinie Wyżyny Olkuskiej, pomiędzy górnymi częściami Doliny Szklarki i Doliny Będkowskiej, na terenie wsi Jerzmanowice. Położona jest wśród pól uprawnych, w grupie skał ciągnących się od Grodziska na północ, w kierunku drogi krajowej nr 94. Znajduje się w tej grupie pomiędzy skałami Słup (Palec) i Ostry Kamień. Pomiędzy Ostrym Kamieniem i Soczewką biegnie droga polna. 
Skała zbudowana jest z wapienia i jest ostańcem wierzchowinowym. Ma wysokość 12 m i nie jest na niej uprawiana wspinaczka skalna. Zaliczana jest do tzw. Ostańców Jerzmanowickich. Obszar, na którym znajduje się Soczewka i pozostałe ostańce, ze względu na piękno krajobrazu i duże walory przyrodnicze został włączony do Parku Krajobrazowego Dolinki Krakowskie. Podobnie jak inne skałki w gminie Jerzmanowice-Przeginia, od 1970 roku ma status pomnika przyrody (figuruje w rejestrze wojewódzkim pomników przyrody pod nr 10/31 jako Ostra Skała). 